# 潛水表

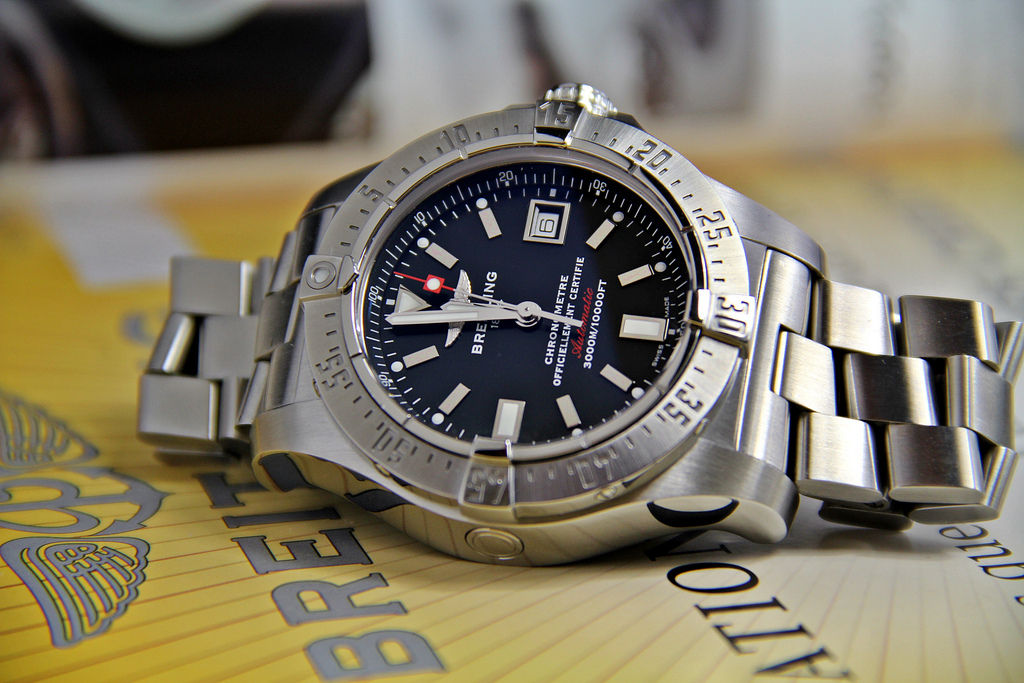
一款百年靈的潛水錶

潛水表（Diver's watch）是強化耐水性能的手錶中，主要用於潛水等高水壓環境作業時使用的手錶。潛水表的國際規格是ISO 6425:1996，而一般用耐水表的工業規格是ISO 2281/JIS B 7021。潛水表要求能經受至少100米的潛水及相當於水下100米處1.25倍的水壓，並且還要求具有夜光功能以在水下也能確認時間。